# Heinrich von Mappes

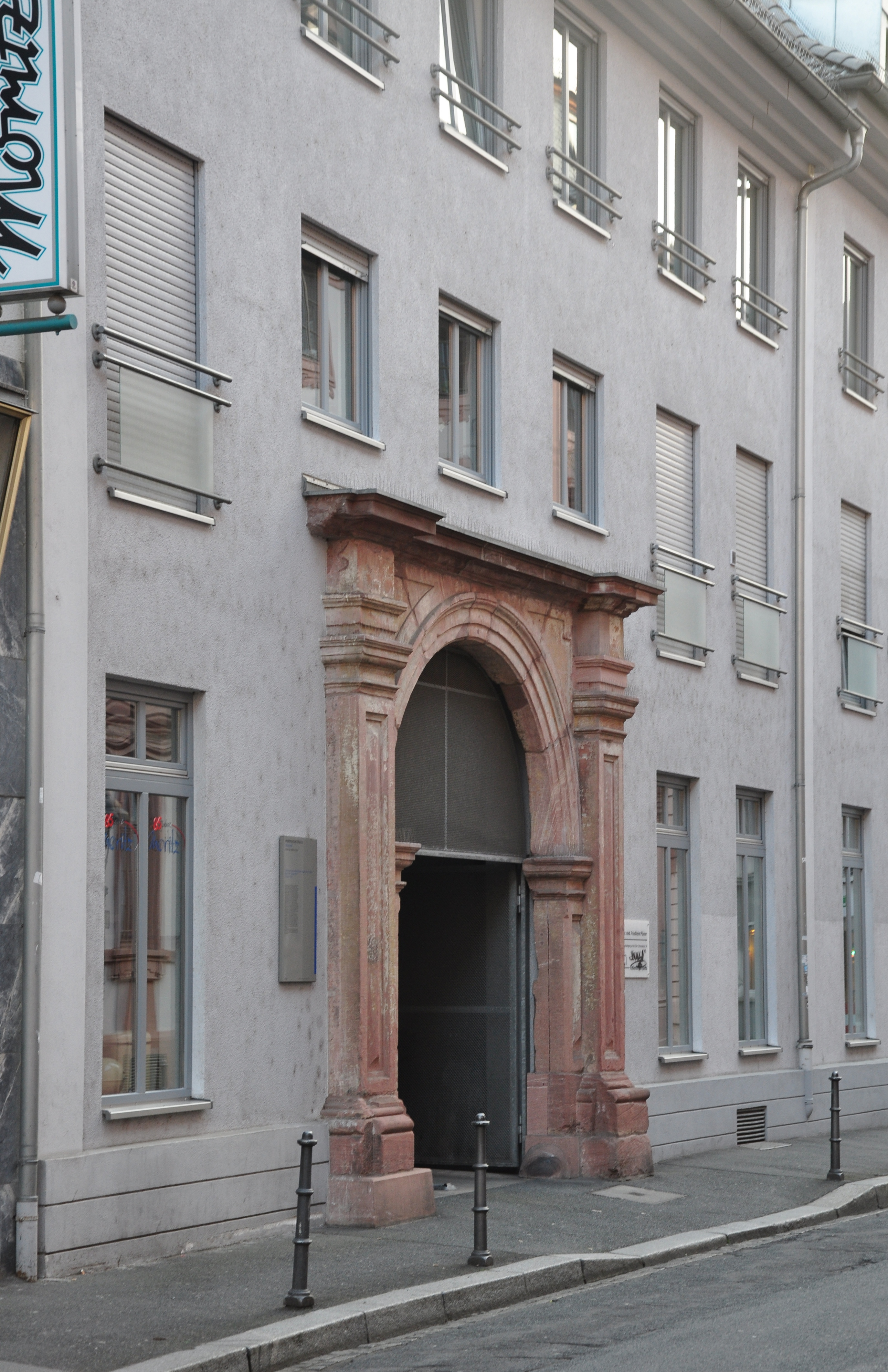
Mainz, erhaltener Torbogen des ehemaligen Ingelheimer Hofs, mit neuzeitlicher Umbauung

Baron Johann Heinrich Ludwig von Mappes (* 18. Dezember 1757 in Mainz; † 6. September 1845 ebenda) war ein Mainzer Weinhändler und ehemaliger Abgeordneter der 1. Kammer der Landstände des Großherzogtums Hessen.

## Leben
Heinrich von Mappes betrieb mit seinem Bruder die Weinhandelsfirma Gebr. Heinrich und Konrad Mappes in Mainz (→ Weinbau in Mainz). In seiner Funktion als geschäftsführender Vizepräsident der Mainzer Handelskammer in den Jahren 1802 bis 1819 erwarb er sich große Verdienste um die wirtschaftlichen Verhältnisse der Stadt. So setzte er sich persönlich gegenüber Napoléon Bonaparte für die Wiederherstellung des Mainzer Freihafens und die Errichtung eines Zolllagers am Kurfürstlichen Schloss ein. Er erwarb die Reste des ehemaligen Ingelheimer Hofs, der bei der Belagerung von Mainz (1793) durch preußisch/österreichischen Artilleriebeschuss zerstört wurde und betrieb nach 1800 dessen Wiederaufbau mit neuer Inneneinteilung als Wohn- und Geschäftshaus.
Am 13. Januar 1813 wurde er als Baron in den kaiserlich französischen Adelsstand erhoben. Diese Nobilitierung wurde jedoch nach den Befreiungskriegen nicht mehr allgemein anerkannt. Zusammen mit Franz von Kesselstatt gehörte er zu einer Deputation der Stadt Mainz, die von September 1814 bis April 1815 von Oberbürgermeister von Jungenfeld zum Wiener Kongress entsandt wurde, um die Interessen der Stadt, insbesondere die Erhaltung des Stapelrechts, zu vertreten.
Heinrich von Mappes gehörte dem allgemeinen Departmentsrat des Département du Mont-Tonnerre und von der Gründung 1820 bis zu seinem Tod 1845 der ersten Kammer der Landstände an. Am 20. November 1839 erfolgte die Erhebung in den großherzoglich hessischen Adelsstand.

## Orden und Ehrenzeichen
Napoleon verlieh ihm das Kreuz der Ehrenlegion und erhob ihn zum  baron de l’Empire in der Noblesse impériale.